# Andrzej Wrona
Pour les articles homonymes, voir Wrona.
Andrzej Wrona est un joueur polonais de volley-ball né le 27 décembre 1988 à Varsovie (voïvodie de Mazovie). Il mesure 2,06 m et joue central. Il totalise 13 sélections en équipe de Pologne.

## Clubs
| Club                        | De        | À         |
| --------------------------- | --------- | --------- |
| AZS Częstochowa             | 2007-2008 | 2009-2010 |
| Chemik Bydgoszcz            | 2010-2011 | 2012-2013 |
| Skra Bełchatów              | 2013-2014 | 2015-2016 |
| AZS Politechnika Warszawska | 2016-2017 | ...       |

## Palmarès
- Championnat de Pologne
  - Finaliste : 2008
- Coupe de Pologne (1)
  - Vainqueur : 2008